# Växjö HC
Växjö HC var en ishockeyklubb i Växjö i Sverige, bildad 1971 genom en sammanslagning av ishockeysektionen i Östers IF och Växjö IK. Hockeyn i Växjö har dock anor tillbaka till 40-talet och bildandet av Smålands ishockeyförbund 1945. Första banan var en naturisbana vid Strandbjörket. 1959 invigdes Värends konstisbana på samma plats som Växjö ishall senare invigdes 1970. Matchdräkterna hade färgerna orange-gul och blå. 
Från starten 1971 spelade Växjö HC i dåvarande näst högsta serien, Division II, och vid serieomläggningen 1975 hamnade de i nya tredjeligan med samma namn. Till säsongen 1977/1978 avancerade Växjö HC till Division I, men degraderades redan efter en säsong. Efter det spelade de i Division II till 1988 då de degraderades till Division III. Säsongen 1989/1990 var de t.o.m. nere och vände i Division IV. Inför säsongen 1997/1998 begärdes klubben i konkurs. I dess ställe bildades Växjö Lakers. 
Den ena företrädaren Östers IF hade spelat en säsong i Sveriges högsta division, 1963/1964. 2011 avancerade efterföljaren till Elitserien.